# M47 Patton
El M47 Patton es un tanque de batalla principal estadounidense, un desarrollo del M46 Patton que montaba una torreta actualizada, y a su vez se desarrolló más como el M48 Patton. Fue el segundo tanque estadounidense que lleva el nombre del general George Patton, comandante del Tercer Ejército de los Estados Unidos durante la Segunda Guerra Mundial y uno de los primeros defensores estadounidenses de los tanques en la batalla.
El M47 era el tanque primario del Ejército estadounidense y del Cuerpo de Marines, destinado a reemplazar los tanques medios M26 Pershing y M46 Patton. El M47 fue ampliamente utilizado por los aliados de la Guerra Fría.
Aunque similar en apariencia a los M48 Patton y M60 Patton posteriores, estos fueron diseños de tanques completamente nuevos. Muchos modelos diferentes de M47 Patton permanecen en servicio internacionalmente. El M47 fue el último tanque estadounidense en tener una ametralladora montada en el glacis del casco.

## Diseño

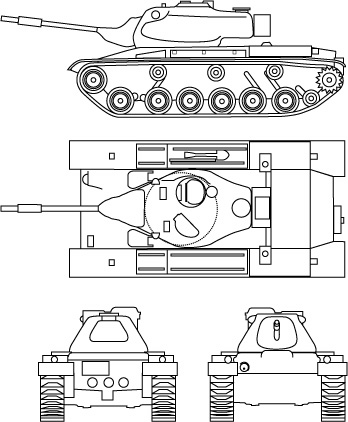
Diseño del M47.

Aunque una nueva planta motriz corrigió los problemas de movilidad y fiabilidad del M26 Pershing, el posteriormente renombrado M46 se consideró una solución provisional que luego sería reemplazada por el tanque medio T42. Sin embargo, después de que estallaron los combates en Corea, el Ejército decidió que necesitaba el nuevo tanque antes de lo planeado. Se consideró que no había tiempo suficiente para terminar el desarrollo del T42. La decisión final fue producir otra solución provisional, con la torreta del T42 montada en el casco M46 existente. Aunque este tanque provisional era técnicamente inmaduro, los oficiales del Ejército consideraron que las mejoras sobre el M46 en potencia de fuego y blindaje valían la pena el riesgo. El tanque compuesto, desarrollado por el Arsenal de Detroit, se llamó M47 Patton.
En diciembre de 1950, el Ejército otorgó un contrato de $100 millones a la American Locomotive Company para la producción de 500 tanques. Entró en producción en 1951. Su arma principal era el cañón M36 90 mm con un telémetro óptico M12 instalado. El armamento secundario consistía en dos ametralladoras Browning M1919 de 7,62 mm, una en el glacis y otra coaxial con el cañón principal de 90 mm en la torreta, y una Browning M2 de 12,7 mm en un afuste de pedestal en el techo de la torreta. El M47 fue el último tanque de diseño estadounidense que incluyó una ametralladora en el glacis. La torreta del T42 tenía un anillo de torreta más grande que la torreta del M26 / M46, y presentaba un diseño con trompa puntiaguda, que mejoraba la protección del blindaje del frente de la torreta, un resalte de torreta alargado y un compartimiento de almacenamiento que sobresalía hasta la mitad de la plataforma del motor y lados inclinados para mejorar aún más la protección balística; Esto le dio a la torreta un perfil decididamente en forma de rombo. También presentó el telémetro estereoscópico M12, que fue diseñado para mejorar la probabilidad de impacto al primer disparo, pero resultó difícil de usar; el telémetro sobresalía de ambos lados del frente superior de la torreta, lo que sería una característica de los tanques estadounidenses hasta la llegada del M1 Abrams en 1980.
La American Locomotive comenzó a producirlo en julio de 1951. Los problemas logísticos y técnicos plagaron la producción casi desde el principio.
La política de la administración Truman buscó fortalecer la resistencia de los fabricantes de armas estadounidenses al ataque aéreo alentando una producción de armas más descentralizada, lejos de Detroit. Estados Unidos redujo la producción civil de automóviles para impulsar la producción militar con el inicio de la Guerra de Corea. Como resultado, los trabajadores automotrices recién desempleados de Detroit encontraron poco trabajo, mientras que los fabricantes de tanques fuera de Michigan carecían de trabajadores calificados. La política de Truman también contó con que las fábricas civiles pudieran hacer una transición rápida a la producción en tiempos de guerra. Sin embargo, muchas fábricas carecían de la maquinaria de producción de tanques necesaria, eliminada durante la desmovilización de la Segunda Guerra Mundial.
Un defectuoso mecanismo hidráulico de control de torreta diseñado por la Ordnance Corps, compartido por el M41 Walker Bulldog, mantuvo a los tanques lejos de Corea mientras los ingenieros trabajaban en una solución. Los ingenieros mejoraron los controles de calidad en la producción del mecanismo hidráulico en abril de 1952, y se pusieron a corregir los M47 que se encontraban almacenados. Para entonces, los oficiales del Ejército habían descartado los planes de enviar los tanques a Corea, a favor de proporcionarlos a las tropas estacionadas en Europa y en sus países de origen.
Los primeros M47 no se enviaron a las divisiones blindadas primera y segunda hasta el verano de 1952. Estandarizada en mayo de 1952, la producción del M47 Patton se prolongó hasta noviembre de 1953; Detroit construyó 5.481 tanques, y American Locomotive Company (Alco) produjo 3.095, para una producción total de 8576 M47 Patton.

## Despliegue
Después de que el Ejército de EE. UU. En Alemania fue equipado con el M47, los primeros M47 entregados bajo el programa de la Agencia de Seguridad Mutua se entregaron a Bélgica en junio de 1952. En octubre, la agencia anunció que las naciones miembros de la OTAN habían acordado adoptar el tanque de batalla principal del Centurión británico y El M47 como estándar. En octubre, en Camp Drum en julio, la Guardia Nacional de Nueva Jersey fue la primera fuerza de reserva en entrenar con el tanque.
El Cuerpo de Marines también presentó M47 a partir de finales de 1952; Después de la Guerra de Corea, los siete batallones de tanques marinos, tres divisionales, dos de reserva y dos de nivel de fuerza, cada uno desplegó M47. Pero estos pronto fueron reemplazados con M48A1 Patton y tanques pesados M103, con los últimos M47 retirados en 1959.

La producción en la American Locomotive se detuvo en octubre cuando las divisiones de locomotoras y municiones de la compañía se declararon en huelga. La producción se reanudó en febrero cuando los líderes sindicales acordaron un aumento salarial. En diciembre de 1952, el Departamento de Defensa ordenó recortes en la producción de tanques M47 y M48. En noviembre de 1953, American Locomotive detuvo la producción del M47 después de que los operadores encontraran defectos en los engranajes de transmisión en Europa. Los oficiales del ejército rápidamente reconocieron que el problema surgió de su propia decisión expedita de usar aceros de calidad inferior para evitar la escasez en tiempos de guerra. Chrysler despidió a unos 1000 trabajadores en Detroit Tank Arsenal cuando terminó la producción en noviembre. La American Locomotive reanudó la producción en noviembre. La compañía cerró su división de tanques en junio de 1954.

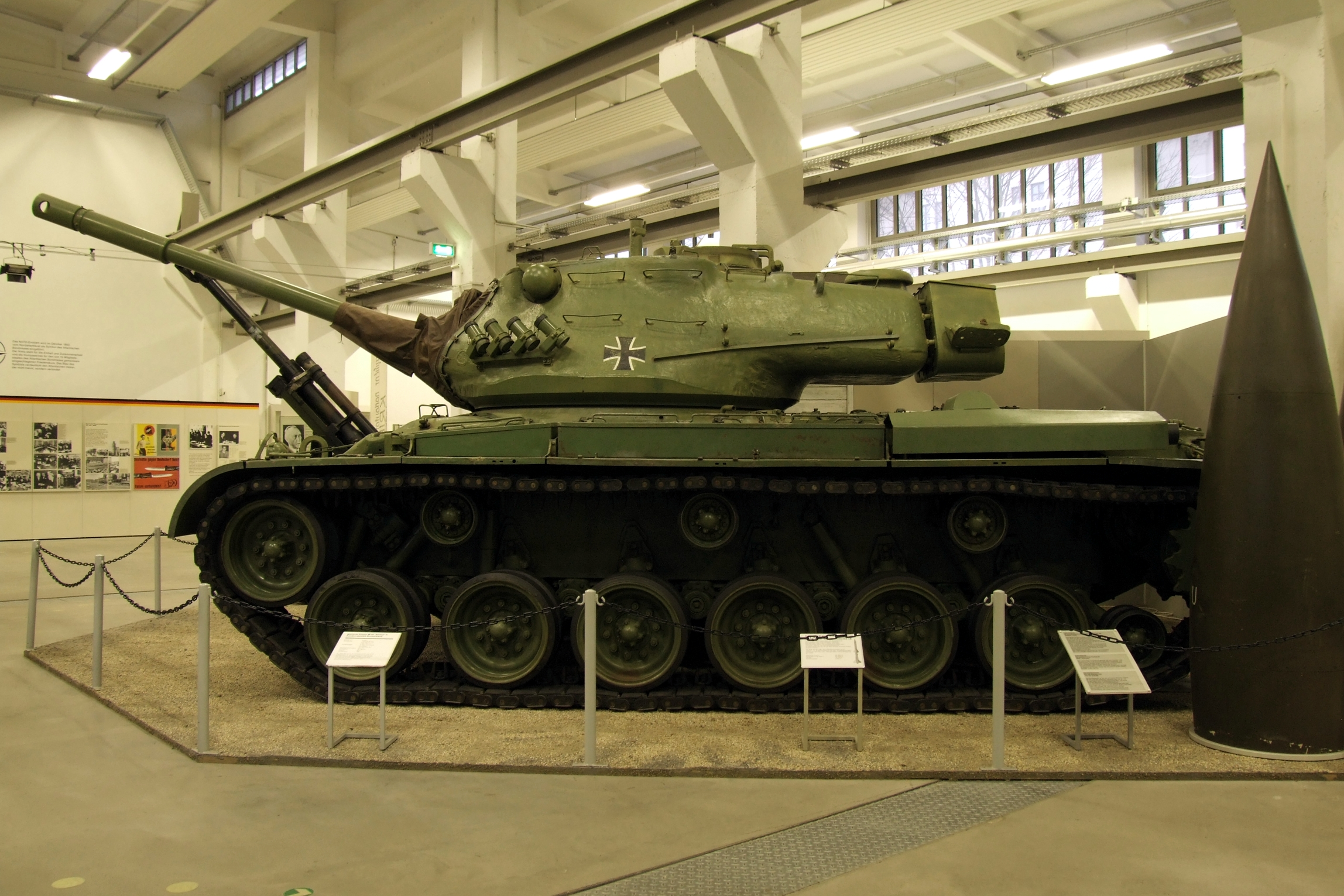
El M47 Patton II del Museo de historia militar del Bundeswehr, Dresde.

Con la llegada del mejorado M48 Patton en 1953, el M47 fue declarado "estándar limitado" en 1955, y los ejemplos en unidades de tanques fueron reemplazados por la serie M48 en poco tiempo. Después de ser declarados obsoletos en 1957, los M46 y M47 fueron retenidos en pelotones de asalto de grupo de combate de la división de infantería en servicio activo (cuatro tanques cada uno, un pelotón por grupo de batalla, para un total de 20 tanques por división) hasta ser reemplazados por el misil antitanque guiado SS-10 a principios de la década de 1960. Los M47 fueron utilizados por las Reservas durante un tiempo relativamente corto, y pronto fueron reemplazados por tanques de la serie M48 Patton de producción temprana; por lo tanto, la mayoría de los M47 se exportaron a fines de la década de 1950.
El M47 fue ampliamente utilizado por muchos países, especialmente los aliados de la OTAN y la OTAN, incluidos Austria (147), Bélgica (784), Etiopía (30), Francia (856), Grecia (396), Estados Unidos y Alemania Occidental), Irán ( alrededor de 400), Italia (2,480), Japón (1 solo para evaluación), Jordania (49), Pakistán (100), Portugal (161), Arabia Saudita (23 de los EE. UU., 108 en el mercado internacional), Somalia (25 de Arabia Saudita), Corea del Sur (531), Sudán (17 de Arabia Saudita), España (389, en virtud de los acuerdos de 1953), Suiza (2 para evaluación), Turquía (1,347 de Estados Unidos y Alemania Occidental), Alemania Occidental (1,120) y Yugoslavia (319) Al igual que el Ejército de EE. UU. De la época, la Bundeswehr de Alemania Occidental también usó algunos de sus M47 como destructores de tanques provisionales/cañones de asalto hasta que fueron reemplazados por los destructores de tanques Raketenjagdpanzer 1 armados con misiles antitanque guiados SS-11 a principios de la década de 1960.
Los M47 del Ejército estadounidense que permanecieron almacenados, fueron empleados como objetivos. En la década de 1970, se usaron para probar el cañón de 105 mm del M60A1 con un efecto devastador. El proyectil HEAT de 105 mm penetraría el blindaje del glacis con facilidad. Muchos M47 en condiciones casi nuevas terminaron de esta manera, mostrando a los tripulantes del M60 de primera mano los efectos de los cañones de tanques modernos sobre los blindajes de acero convencional.

## Historial en combate

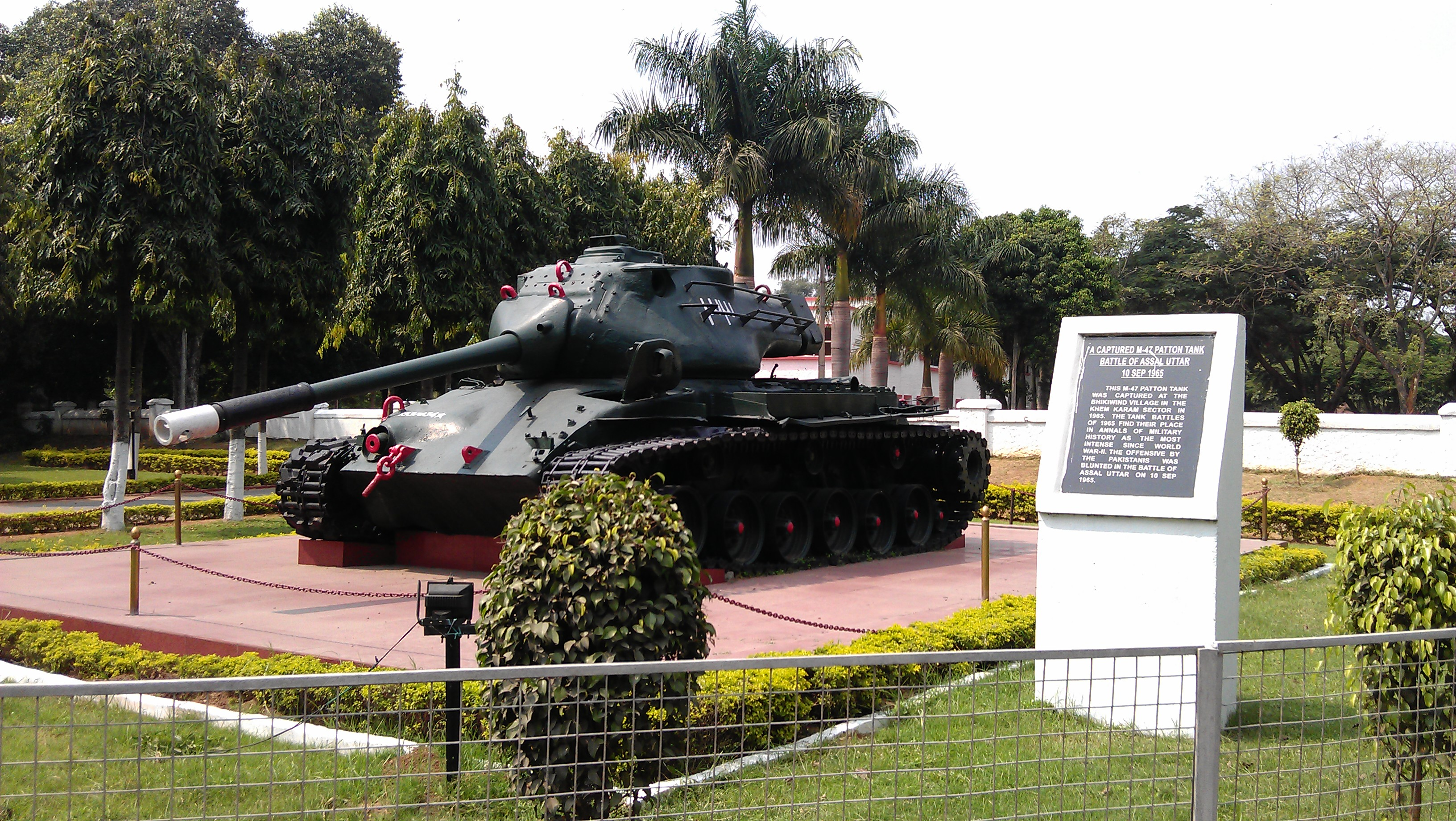
Un M47 Patton paquistaní capturado de la batalla de Asal Uttar cerca de la aldea Bhikiwind en el sector de la batalla de Khemkaran el 10 de septiembre de 1965. Hoy, se exhibe en la ciudad de Bangalore como se muestra aquí.

- Un M47 Patton paquistaní capturado de la batalla de Asal Uttar cerca de la aldea Bhikiwind en el sector de la batalla de Khemkaran el 10 de septiembre de 1965. Hoy, se exhibe en la ciudad de Bangalore como se muestra aquí.Pakistán desplegó M47 contra India tanto en la Guerra Indo-pakistaní de 1965. Sus tanques tuvieron un desempeño aceptable contra los tanques indios, que usaban tanques técnicamente inferiores como el Centurión, el M4 Sherman y el AMX-13, sin embargo, sufrieron enormes bajas durante la batalla de Asal Utar, donde se perdieron más 50 de estos carros de combate. También participaron en la Guerra indo-pakistaní de 1971 en donde ya superados por los tanques indios, tuvieron un desempeño terrible.
- Jordania usó M47 contra Israel en la Guerra de los Seis Días en 1967.
- El M47 fue utilizado por el ejército turco en la invasión turca de Chipre entre julio y agosto de 1974, con un estimado de 200 tanques Patton involucrados en la acción de combate. Al menos un M47 operacional, Número de serie 092273, fue capturado por la Guardia Nacional de Chipre y permaneció en su servicio hasta 1993. Este ejemplo está actualmente almacenado en el campamento de los 25 ΕΜΑ en Paphos para su uso como entrenamiento y una exhibición conmemorativa de guerra .
- Irán envió sus M47 para luchar contra Irak en la Guerra Irán-Irak entre 1980 y 1988. Los M47 iraníes tuvieron un desempeño muy pobre contra tanques iraquíes muy superiores como los T-54, T-55, T-62 y T-72. Grandes cantidades de tanques M47 Patton cayeron en la captura iraquí al final de la guerra, sobre todo en la desastrosa batalla de Dezful.
- En la década de 1980 y hasta principios de la década de 1990, el ejército turco utilizó tanques M47 contra las guerrillas del PKK dentro de Turquía y el vecino Irak. Las variantes turcas M48A5 reemplazaron a todos los M47 restantes a fines de la década de 1990.
- Croacia usó M47 contra sus enemigos serbios en la Guerra de Independencia de Croacia, pero su rendimiento se consideró inferior al del T-55 de diseño soviético. Los M47 fueron retirados del servicio inmediatamente después de la guerra y ahora se utilizan como objetivos de tiro con artillería/misiles durante ejercicios militares.
- En la Guerra Civil Somalí, parte de la gran colección M47 del país (obtenida antes de la guerra) puede haber visto algún servicio en las etapas iniciales del conflicto interno, pero estos vehículos antiguos pronto cesaron sus operaciones (y quedaron abandonados y / o destruidos) debido a la falta de repuestos y al mantenimiento adecuado por parte del ejército somalí.
- Francia desplegó un escuadrón de sus M47 contra Egipto durante la crisis de Suez en 1956.

## Variantes
- M46E1: prototipo, casco de M46 con torreta del T42, equipado con el cañón M36 90 mm, y era más largo para incorporar una radio, ventilador y presentaba un telémetro estereoscópico; solo se construyó un ejemplar.
- M47 - principal versión de serie, casco de M46 modificado con glacis rediseñado, reducción de cinco a tres rodillos de retorno de oruga por lado, silenciadores más largos en los guardabarros traseros; 8,576 construidos.
- M47M: producto de un programa de mejora que comenzó a fines de la década de 1960, el M47M presentó el motor y los elementos del sistema de puntería del M60A1. El puesto del conductor segundo fue eliminado en favor de proyectiles adicionales de 90 mm. No fue utilizado por los Estados Unidos; Se produjeron más de 800 vehículos para Irán y Pakistán
- M47E - Versión austera del M47M para España (conserva el sistema de puntería original).
- M47E1 - Segundo lote de actualización español, con los depósitos de proyectiles del armamento principal reordenados y sistema de calefacción para la tripulación. Eran M47E  nuevos y actualizados. 330 convertidos.
- M47E2 - 45 construidos. M47E1 armados con cañón Rh-105 de 105 mm y sistema de puntería mejorado (todavía electromecánico). Visión nocturna pasiva para conductor y comandante. Todos los MBT de la serie M47 en servicio español se retiraron en 1993.
- M47ER3 - Vehículo blindado de recuperación español. 22 construidos.
- Sabalan: una versión iraní mejorada del M47M estadounidense. Tiene faldones laterales y una torreta de nuevo diseño equipada con un cañón de 105 mm, telémetro láser, nuevo sistema de puntería y equipo de comunicación. Nunca entró en servicio activo.

Equipamiento adicional
- M6 - Hoja de bulldozer para montarse en tanques de movimiento de tierra. Kit de bulldozer para la serie M47.
- Nombre desconocido: se le cambio el cañón M36 90 mm por el cañón M41 90 mm, que empleaba el M48 Patton III.

## Usuarios

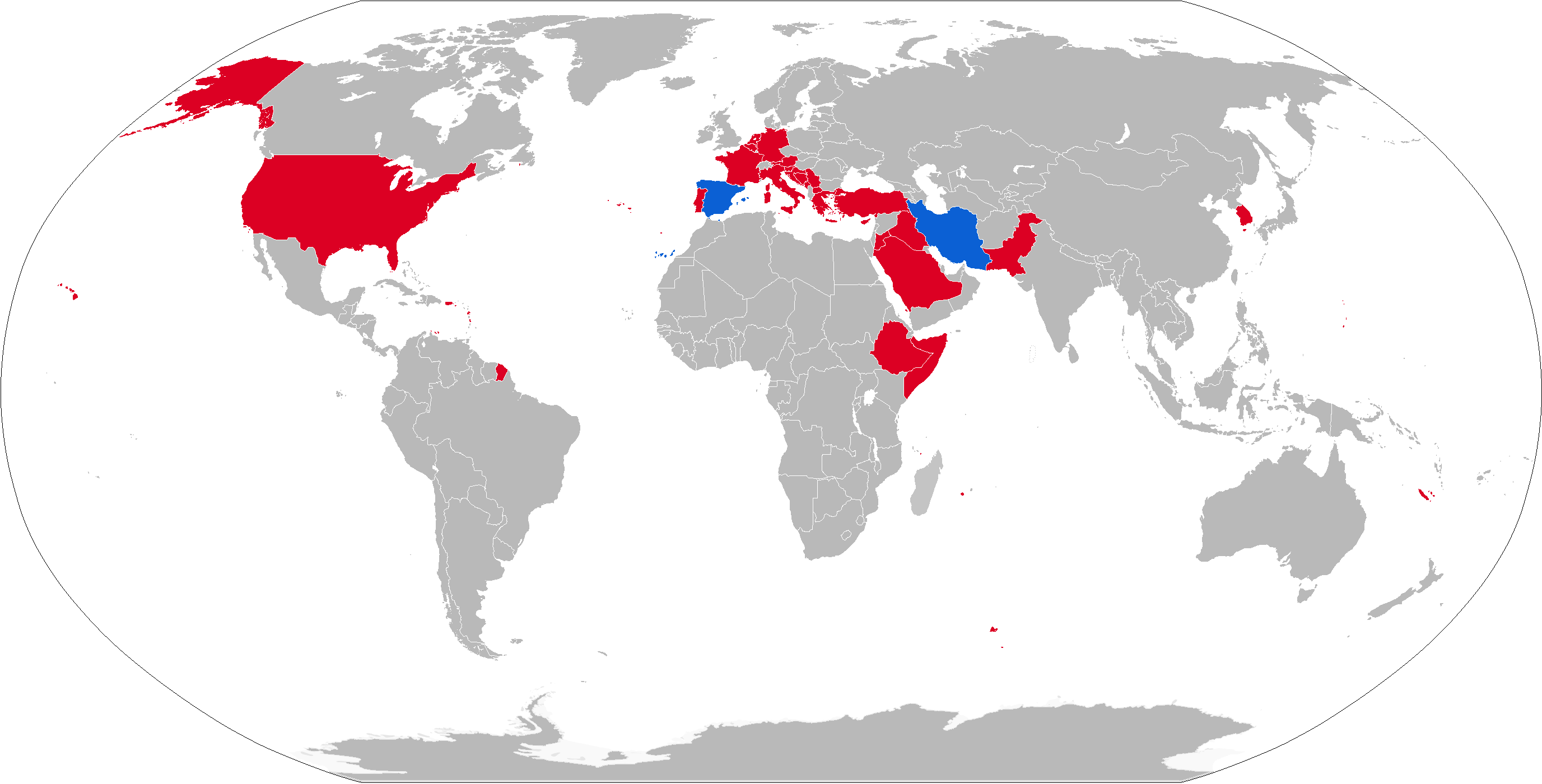
Mapa de operadores actuales de M47 Patton en azul con antiguos operadores en rojo.

### Operadores actuales
- España: 22 M47ER3 ARV basados en cascos M47 modernizados en 1992–94.  Actualmente se utilizan como vehículos de recuperación en unidades de artillería autopropulsada e infantería mecanizada.
- Irán: 400 M47 entregados en la década de 1960. Actualizados localmente a M47M en la década de 1970.  170 M47M operativos.

### Antiguos usuarios

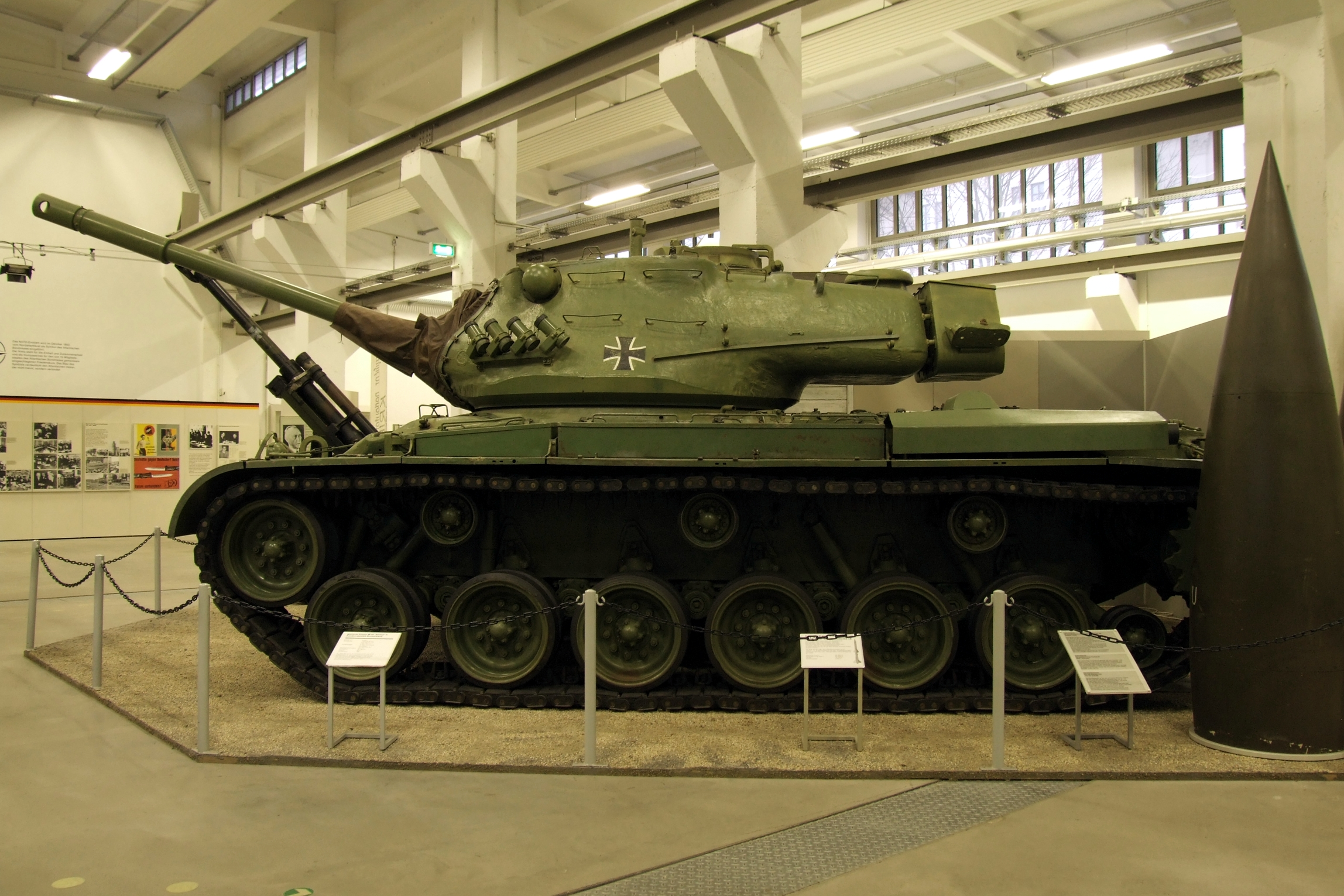
M47 Patton II en un museo en Dresden, Alemania.

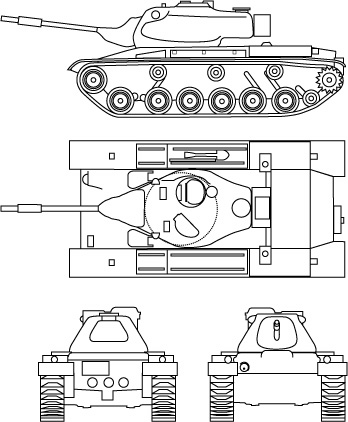
Dibujo lineal del tanque M47.

- Austria
- Bélgica
- Bosnia y Herzegovina[3]
- Croacia
- Chipre
- Etiopía[4]
- Francia
- Grecia
- Irak
- Italia
- Japón
- Jordania
- Países Bajos
- Noruega
- Pakistán[5]
- Portugal
- Arabia Saudita
- Somalia
- Corea del Sur
- Alemania Occidental[6]
- Turquía
- Estados Unidos
- Yugoslavia

### Desarrollos relacionados
- M46 Patton
- M48 Patton
- M60 Patton
- Tanque pesado M103

### Carros de combate similares
- Tipo 61